# Цитохром-b6f-комплекс
Цитохро́м-b6f-ко́мплекс (комплекс цитохромов b6f), или пластохинолпластоцианинредукта́за — мультибелковый комплекс, который осуществляет окисление пластохинолов и восстановление белка пластоцианина, обеспечивая, таким образом, транспорт электронов между реакционными центрами фотосистемы I (ФСI) и фотосистемы II (ФСII). Он восстанавливает маленький водорастворимый белок пластоцианин, который переносит электрон к ФСII. Аналогичную реакцию катализирует цитохром-bc1-комплекс (комплекс III) электрон-транспортной цепи митохондрий. Цитохром-b6f-комплекс присутствует в тилакоидной мембране хлоропластов растений, водорослей и цианобактерий. Он функционально объединяет две фотосистемы в единую цепь переноса электронов от воды к НАДФ+, то есть является участником нециклического потока электронов. Кроме того, цитохромный комплекс вовлечён в циклический транспорт электронов, осуществляемый фотосистемой I.
Цитохром-b6f-комплекс занимает особое стратегическое положение в электрон-транспортной цепи (ЭТЦ) хлоропластов — между ФСI и ФСII. В электрон-транспортной цепи комплекса наблюдается наибольшее изменение окислительно-восстановительного потенциала и, следовательно, наибольшее изменение энергии. В ходе редокс-реакций с участием цитохромного комплекса происходит перемещение протонов из стромы в люмен тилакоида и формируется электрохимический потенциал, энергия которого используется для синтеза АТФ при помощи фермента АТФ-синтазы. Таким образом, цитохром-b6f-комплекс — главный протонный насос фотосинтеза.

## Структурная организация

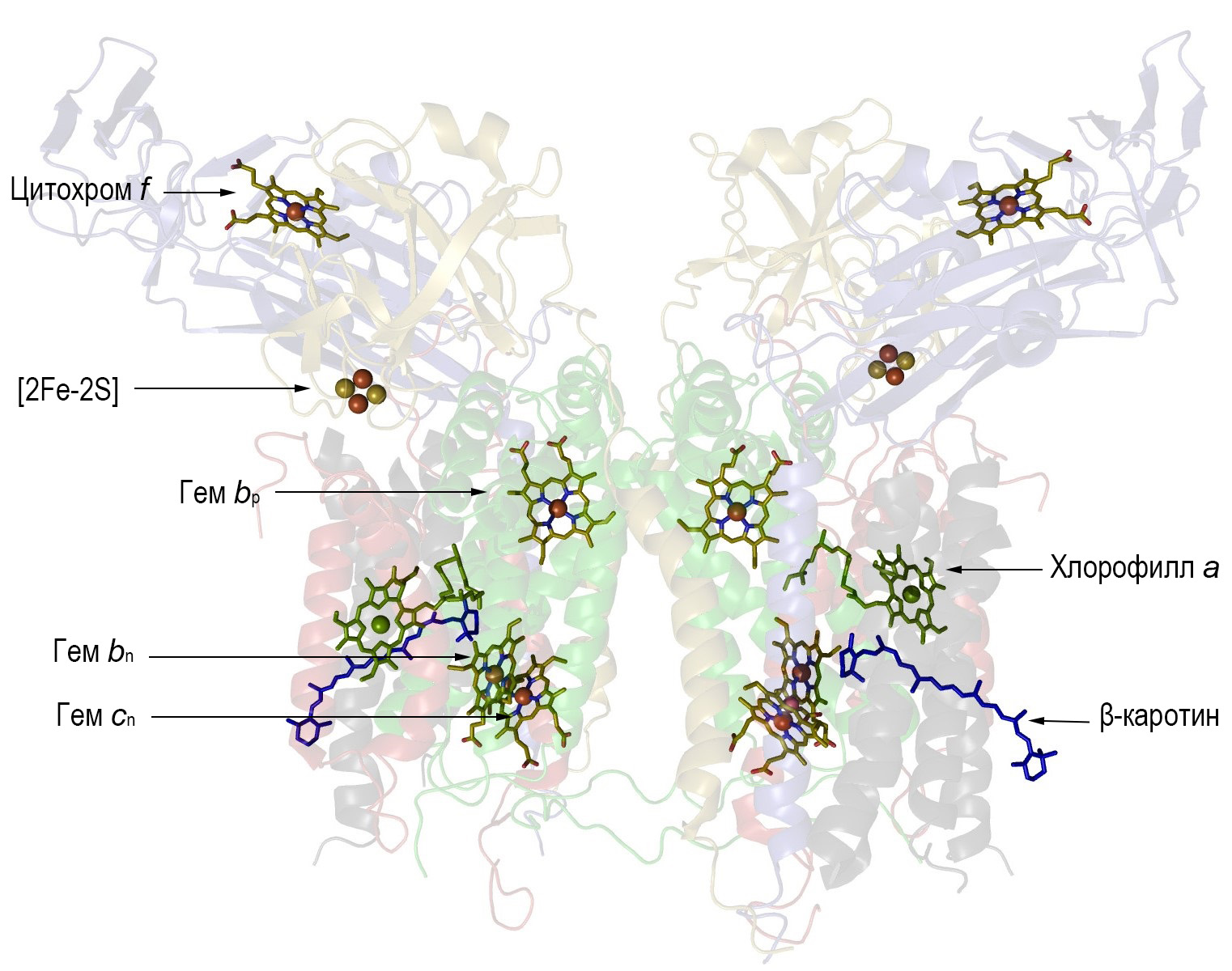
Кофакторы цитохром b_{6}f-комплекса

Цитохром-b6f-комплекс состоит из следующих субъединиц:
| Субъединица           | Масса (кДа) | Описание                                                                             |
| --------------------- | ----------- | ------------------------------------------------------------------------------------ |
| PetA (Цит. f)         | 32,273      | Несёт гем c. Связывает и восстанавливает пластоцианин.                               |
| PetB (Цит. b6)        | 24,712      | Несёт гемы bp, bn и сn. Участвует в транспорте электронов.                           |
| PetC (Белок Риске)    | 19,295      | Несёт [2Fe-2S] железосерный кластер. Участвует в транспорте электронов.              |
| PetD (Субъединица IV) | 17,528      | Не несёт кофакторов, но необходима для работы комплекса.                             |
| PetG                  | 4,058       | Необходима для работы комплекса, участвует в его сборке и обеспечивает стабильность. |
| PetL                  | 3,530       | Не существенна для работы комплекса, но стабилизирует его.                           |
| PetM                  | 3,841       | Необходимая субъединица, участвует в его сборке и обеспечивает стабильность.         |
| PetN                  | 3,304       | Необходимая субъединица, участвует в его сборке и обеспечивает стабильность.         |

### Белковый состав
Цитохром-b6f-комплекс — трансмембранный белок, который состоит из восьми субъединиц и существует в виде димера с суммарной массой около 220 кДа. Димеризация комплекса происходит за счёт взаимодействия трансмембранных доменов цитохрома b6 и белка Риске.
Ядро комплекса состоит из четырёх больших субъединиц: цитохром f или PetA, несущий гем c-типа, цитохром b6 или PetB , несущий три гема, железосерный белок Риске (PetC), содержащий 2Fe-2S-кластер, и PetD или субъединица IV, которая не участвует в транспорте электронов, но вместе с цитохромом b6 образует Qp-сайт связывания пластохинона. Другие четыре субъединицы имеют массу 3—4 кДа и называются малыми субъединицами. Все они состоят из одной α-спирали, обеспечивают комплексу стабильность и помогают ему принять правильную конформацию в процессе сборки. У высших растений PetG, PetM и PetN необходимы для полноценной работы комплекса.
Димер цитохромного комплекса образует центральную обменную полость, в которой происходят все процессы окисления и восстановления пластохинонов и где находятся сайты их связывания. Стороны димера, обращённые в люмен и строму, не равнозначны: сторона, обращённая в люмен, электрохимически более положительна и потому называется p-стороной (от англ. positive), а сторона, обращённая в строму, электрохимически более отрицательна и называется n-стороной (от англ. negative). Ближе к р-стороне, в центральной обменной полости, между гемом bp и железосерным кластером белка Риске расположен Qp-сайт, или центр связывания восстановленного пластохинона QH2, где происходит его окисление, а ближе к n-стороне рядом с парой гемов bn/сn расположен Qn-сайт связывания окисленного пластохинона Q, где происходит его восстановление.
Кроме восьми основных субъединиц, как девятую, самую большую, субъединицу можно рассматривать ферредоксин-НАДФ+-редуктазу — белок массой 35,3 кДа, который может связываться с цитохромным комплексом. Такого рода комплексы были выделены из шпината и зелёного горошка. Предположительно ФНР, связанная с цитохром-b6f-комплексом, принимает участие в циклическом транспорте электронов.
Цитохром-b6f — не только самый маленький, но и самый стабильный из комплексов, участвующих в фотосинтезе. Это объясняется тем, что он практически не содержит фотоактивных веществ, которые могли бы привести к повреждению комплекса на свету. В то время как время полураспада фотосистемы I составляет от 30 до 75 часов, а фотосистемы II от 1 до 11 часов, полное время жизни цитохромного комплекса более одной недели. Исследования, проведённые на табаке, показали, что наиболее интенсивный синтез цитохром-b6f-комплекса происходит в молодых листьях, в то время как в зрелых листьях его синтез практически полностью подавлен. Весьма вероятно, что такой процесс может лежать в основе онтогенетической программы старения и отмирания листа.

### Кофакторы и электрон-транспортные цепи
Цитохром-b6f-комплекс содержит семь простетических групп. В первую очередь это ковалентно связанный гем c-типа из цитохрома f, низкопотенциальный гем bn и высокопотенциальный гем bp из цитохрома b6, а также 2Fe-2S-кластер белка Риске. Три другие простетические группы уникальны для цитохрома-b6f: это одна молекула хлорофилла a и одна молекула β-каротина, функции которых точно не выяснены, и необычный гем cn, также известный как гем ci или гем x.
Комплекс погружён в тилакоидную мембрану таким образом, что функциональная группа белка Риске и цитохрома f выходят на её внутреннюю, люменальную поверхность, тогда как два гема цитохрома b6 находятся в толще мембраны, причём bp приближен к её внутренней стороне, а bn к наружной. Такое асимметричное расположение редокс-центров в мембране обеспечивает существование двух пространственно разделённых цепей транспорта электронов внутри одного комплекса. Первая, низкопотенциальная цепь транспорта электронов формируется за счёт двух гемов цитохрома b6 — низкопотенциального bn (E°‘ = —0,15 В) и высокопотенциального bp (E°‘ = —0,05 В). Вторая, высокопотенциальная цепь включает белок Риске (E°‘ = +0,3 В) и гем цитохрома f (E°‘ = +0,34 В). При окислении пластохинолов в цитохромном комплексе реализуется два сопряжённых потока электронов — по низкопотенциальному и высокопотенциальнму пути.

#### Белок Риске
Высокое значение редокс-потенциала белка Риске объясняется участием в координационных связях с железом, наряду с двумя остатками цистеина, двух остатков гистидина. Такой высокий редокс-потенциал позволяет ему окислять пластохинолы, индуцируя реакции Q-цикла. Белок Риске — ключевой элемент всего цитохромного комплекса, именно здесь происходит расхождение двух электронов. Изучение кристаллической структуры комплекса показало, что позиция 2Fe-2S-центра может смещаться относительно других редокс-центров. Оказалось, что белок Риске имеет подвижный домен, на котором, собственно, и расположен 2Fe-2S центр. Принимая электрон и восстанавливаясь, 2Fe-2S центр меняет своё положение и отдаляясь от Qp-сайта и гема bp на 17 Å с поворотом на 60° и тем самым приближаясь к цитохрому f. Отдав электрон цитохрому, 2Fe-2S центр, наоборот, сближается с Qp-центром для установления более тесного контакта. Таким образом функционирует своеобразный челнок (шаттл), гарантирующий уход второго электрона на гемы bp и bn. Пока это единственный известный пример, когда электронный транспорт связан с подвижным доменом в структуре белка.

#### Гем cn

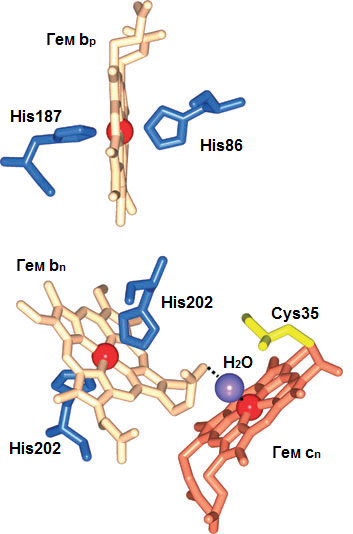
Расположение гемов в цитохром-b_{6}f-комплексе.

Отличительная черта цитохром-b6f-комплекса — наличие в его структуре необычного гема, расположенного на внутренней поверхности обменной полости на стромальной или n-стороне цитохрома b6. Изначально этот гем был назван «гемом x», поскольку он обладал неожиданной координацией. Однако позже для ясности он был переименован в гем ci или гем cn. Это гем типа с, который ковалентно связан с остатком цистеина Cys35 цитохрома b6 и не имеет каких-либо ярко выраженных аминокислотных лигандов. Он расположен в непосредственной близости от гема bn и, по всей видимости, способен быстро обмениваться с ним электронами через мостик из молекулы воды, который соединяет пропионатную группу гема bn с атомом железа гема cn. Редокс-потенциал гема cn меняется в зависимости от значения pH и в среднем составляет около +0,1 В, что значительно больше чем у гема bn (E°‘ = —0,05 В), что указывает на направления передачи электрона от bn к cn.
Поскольку гемы cn и bn расположены на расстоянии всего в 4 Å, полагают, что они действуют как единый двугемовый цитохром. Кроме того, эксперименты с аналогами хинонов показали, что cn является местом связывания пластохинолов в Qn-центре, где происходит их восстановление. Исследования методом ЭПР выявили, что при связывании синтетических аналогов пластохинона с гемом cn происходит сдвиг его редокс-потенциала на —0,2 В. Такой механизм восстановления хинонов существенно отличается от того, который имеет место в цитохром bс1-комплексе, где нет гема cn. Наличие пары bn/cn даёт серьёзные основания предположить существование двухэлектронного восстановления пластохинона. В случае такой модели исключается образование нестабильного радикала семихинона, что делает всю систему стабильнее и существенно снижает вероятность образования активных форм кислорода.
Отсутствие гема cn в цитохром bc1-комплексе указывает на то, что его возможная функция в цитохром-b6f-комплексе связана с циклическим транспортом электронов вокруг фотосистемы I, который, очевидно, отсутствует в bc1-комплексе. Свет на эволюционное происхождение этого гема пролило исследование бактерий типа фирмикуты. Исследование последовательностей генов показало, что у этих бактерий есть цитохром f, белок Риске, а также гем cn. Наличие цитохром bc-комплекса, схожего с цитохром-b6f-комплексом цианобактерий и цитохром-bc1-комплексом митохондрий, было показано как у примитивных фотосинтезирующих (Heliobacillus mobilis), так и не фотосинтезирующих фирмикут (Bacillus subtilis и Bacillus  stereothermophilus). Это может означать, что у нефотосинтезирующих фирмикут гем cn должен выполнять другую функцию, нежели циклический транспорт электронов. Здесь этот гем участвует в окислении альтернативного переносчика электронов и протонов — менанхинона (MQ), известного также как витамин К2. Окислительно-восстановительный потенциал пары (MQ/MQH2) приблизительно на —0,15 В более отрицателен, чем для соответствующих пар убихинонов или пластохинонов.

### Гены
Как указано выше, цитохромный комплекс состоит из восьми субъединиц и семи простетических групп. У эукариот шесть субъединиц комплекса кодируются геномом хлоропластов, а PetM и PetC (белок Риске) — генами ядра. Гены, кодирующие субъединицы, не образуют единый оперон. Гены цитохрома b6 (petB) и субъединицы IV (petD) находятся под единым промотором и образуют оперон petBD. Вместе с ними в этом полицистронном опероне закодированы две субъединицы фотосистемы II psbB (CP47), psbT и psbH. У высших растений ген цитохрома f (petA) — последний ген оперона, который также содержит небольшую субъединицу фотосистемы I psaI, фактор ycf4, необходимый для сборки фотосистемы I, и открытую рамку считывания ycf10.
У прокариот ген белка Риске (petC) и ген petA образуют ещё один оперон petCA. Таким образом, транскрипция четырёх больших субъединиц у прокариот генетически скоординирована. Четыре малые субъединицы Pet G, L, M и N не находятся в одном опероне, и их генетическая координация и синтез мало изучены.

## Механизм реакции
Цитохром-b6f-комплекс участвует в нециклическом (1) и циклическом (2) транспорте электронов между двумя подвижными переносчиками: пластохиноном (QH2) и пластоцианином (Pc):
| H2O | → | Фотосистема II    | → | QH2 | → | Цит. b6f | → | Pc | → | Фотосистема I | → | НАДФН | (1) |
|     |   | НАДФН/Ферредоксин | → | ФНР | → | Цит. b6f | → | Pc | → | Фотосистема I | → | НАДФН | (2) |

Комплекс окисляет пластохинол, восстановленный фотосистемой II, а затем восстанавливает медьсодержащий белок пластоцианин, который осуществляет перенос электрона в водной фазе к следующему комплексу цепи — фотосистеме I. В электрон-транспортной цепи бактерий и митохондрий вместо пластоцианина присутствует цитохром c, который выполняет там аналогичную функцию.
Цитохромный комплекс окисляет восстановленный пластохинон и восстанавливает пластоцианин согласно уравнению:
QH2 + 2Pcox +2H+из стромы→ Q + 2Pcred + 4H+в люмен

### Q-цикл
Первая часть Q-цикла

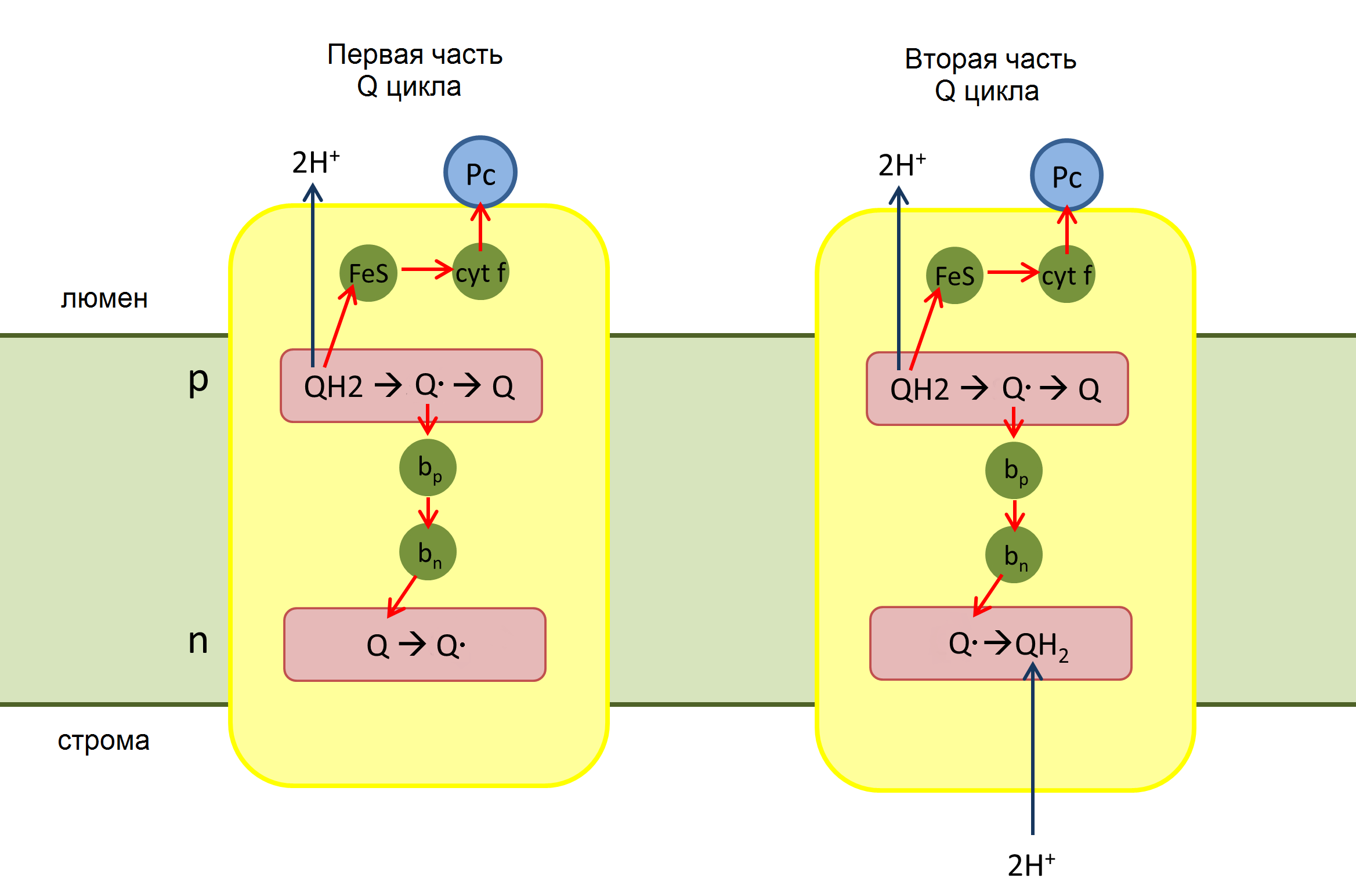
Схема Q цикла в цитохром-b_{6}f-комплексе

1. QH2 связывается с электрохимически положительной 'p' стороной (люменальная сторона) комплекса в Qp-сайте, окисляется до семихинона (Q•) железосерным центром белка Риске и отдаёт два протона в люмен.
2. Восстановленный железосерный центр передаёт один электрон на пластоцианин через цитохром f.
3. Q связывается с 'n' стороной в Qn-сайте.
4. Q• передаёт электроны к гему bp цитохрома b6 по низкопотенциальной ЭТЦ.
5. Гем bp передаёт электрон на bn/cn.
6. Пара bn/cn восстанавливает Q до состояния Q•.

Вторая часть Q-цикла
1. Второй QH2 связывается с Qp-сайтом комплекса.
2. Пойдя по высокопотенциальной ЭТЦ, один электрон восстанавливает ещё один пластоцианин. Ещё два протона поступают в люмен.
3. По низкопотенциальной ЭТЦ электрон от bn/cn передаётся на Q•, и полностью восстановленный Q2− связывает два протона их стромы, превращаясь в QH2.
4. Окисленный Q и восстановленный QH2 диффундируют в мембрану.

Электронный транспорт в комплексе сопряжён с переносом протонов из стромы в люмен и генерацией на мембране протонного градиента. Принцип Q-цикла состоит в том, что перенос H+ через мембрану происходит в результате окисления и восстановления пластохинонов на самом комплексе. При этом пластохиноны соответственно отдают и забирают H+ из водной фазы избирательно с разных сторон мембраны. Движущей силой восстановления одного пластохинона служит бифуркация электронов: один электрон окисляемого пластохинона переносится на восстанавливаемый пластохинон за счёт того, что другой его электрон переходит на более редокс-положительный пластоцианин, что сопровождается значительной потерей энергии.
С тех пор, как в 1975 году Питер Митчелл предложил схему Q-цикла, гипотеза множество раз оспаривалась и подвергалась сомнению, но по мере того, как накапливались кинетические, биохимические, термодинамические и структурные данные, эта модель стала общепринятой. Тем не менее открытия последних лет заставляют учёных вносить в эту модель поправки и даже предлагать альтернативные схемы протекания реакции. Наличие у цитохром-b6f-комплекса электронно спаренных гемов bn/cn привело к предположению о возможном двухэлектронном восстановлении пластохинона, который таким образом минует опасную стадию нестабильного семихинон-радикала и снижает образование активных форм кислорода. В пользу этой теории говорит и то, что методом ЭПР не обнаруживается значительное присутствие в комплексе семихинон-радикалов, хотя имеются косвенные данные в пользу их наличия. Остаётся неразрешённым вопрос, каким образом комплекс разделяет прямой и циклический транспорт электронов и каким образом они не мешают друг другу. Для объяснения этого феномена была предложена модель незамкнутого Q-цикла, в котором один электрон для восстановления пластохинона в Qn-сайте поступает из окисляемой молекулы пластохинона, а второй приходит от молекулы ферредоксина через ферредоксин-НАДФ+-редуктазу. Поскольку второй электрон в такой схеме приходит от ферредоксина, то нет нужды окислять второй пластохинон и восстанавливать второй пластоцианин. В результате реакции второй части Q-цикла просто не происходят и комплекс возвращается в исходное состояние. Поскольку окисление пластохинола — лимитирующий шаг всего процесса, то весьма вероятно, что этот путь позволяет увеличить скорость транспорта электронов по ЭТЦ хлоропластов, а значит, и скорость фотосинтеза в целом.

### Циклический транспорт электронов
В отличие от митохондриального комплекса III, цитохром-b6f-комплекс осуществляет ещё один вид электронного транспорта, необходимый для циклического фотофосфорилирования. Электрон от ферредоксина передаётся на пластохинон, а затем на цитохром-b6f-комплекс, где используется для восстановления пластоцианина, который затем вновь окисляется П700 в фотоситеме I. Точный механизм того, как пластохинон восстанавливается ферредоксином, ещё не известен и является дискуссионным. Одно из предположений состоит в том, что существует специальный фермент ферредоксинпластохинонредуктаза или НАДФН-дигидрогеназа. В качестве наиболее вероятного кандидата на эту роль последнее время рассматривают ферредоксин-НАДФ+-редуктазу, которая может образовывать комплекс с цитохром-b6f-комплексом. Полагают также, что в качестве акцептора электронов в циклическом транспорте может участвовать гем cn. Большое количество данных также говорит в пользу образования суперкомплекса из цитохром-b6f-комплекса, ФСI, ферредоксин-НАДФ+-редуктазы и трансмембранного белка PGRL1. Образование и распад такого комплекса, как полагают, переключает режим потока электрона с нециклического на циклический и обратно.

## Сравнение цитохром-bc1и цитохром-b6f-комплексов
Цитохром-bc1-комплекс и цитохром-b6f-комплекс — это близкие по своей структуре белковые комплексы, из которых первый присутствует во внутренней мембране митохондрий, а второй в мембране тилакоидов хлоропластов. Оба эти фермента осуществляют сходную реакцию по механизму Q-цикла, окисляя мембранные хиноны, что сопровождается транслокацией протонов. Открытие того факта, что оба эти комплекса работают по одному принципу, привело к осознанию единства принципов биоэнергетики во всех доменах живого.
Топология хлоропласта может быть получена из топологии митохондрий простым способом: для этого можно представить, что впячивания внутренней митохондриальной мембраны полностью отпочкуются и образуют компартмент, топологически эквивалентный тилакоидам хлоропластов. В митохондрии цитохром bc1-комплекс перекачивает протоны из матрикса в мембранное пространство, а в хлоропластах цитохром-b6f-комплекс закачивает протоны из стромы в замкнутое внутренне пространство тилакоида и таким образом находится в перевёрнутом положении к цитохром-bc1-комплексу относительно плоскости мембраны.
Ядро комплекса структурно схоже с ядром цитохрома bc1. Железосерные белки Риске обоих комплексов гомологичны друг другу. Однако цитохром f и цитохром c1 не гомологичны и имеют разную третичную структуру: цитохром f состоит преимущественно из β-листов, в то время как цитохром c1 — из α-спиралей. Тем не менее, оба полипептида несут ковалентно связанный гем типа c, который принимает электрон от железосерного центра Риске. В данном случае можно говорить о конвергентной эволюции этих двух белков.
Цитохром b6 и субъединица IV гомологичны цитохрому b. У субъединицы IV (PetD) на одну трансмембранную альфа-спираль меньше, чем у С-конца цитохрома b, которому она соответствует. Третичная структура этого участка отличается ещё и из-за молекулы хлорофилла а, вставленной между α-спиралями субъединицы IV. Структура же цитохрома b6 в целом соответствует четырёхспиральному N-концевому домену цитохрома b.
У цитохром-bc1-комплекса нет субъединиц, гомологичных малым субъединицам цитохром-b6f-комплекса (Pet G, L, M и N), а их место в комплексе занимают липиды. В структуре цитохром-bc1-комплекса также есть несколько внешних полипептидов, как водорастворимых, так и трансмембранных, которые можно обнаружить только в эукариотических комплексах. Таких субъединиц нет в прокариотических bc1 и участвующих в фотосинтезе b6f-комплексах.
Цитохром-b6f-комплекс содержит три дополнительных простетических группы, которых нет в bc1-комплексе: необычный гем cn, хлорофилл а и β-каротин. Наличие этих групп существенно сказывается на структуре и работе комплекса, его кинетических и равновесных характеристиках. Фитольный хвост хлорофилла а заходит в портал, который ведёт к Qp-сайту комплекса, что может влиять на время связывания и прибывания в нём хинонов. Гем cn служит местом связывания хинонов в Qn-сайте b6f-комплекса, а в bc1-комплексе этот сайт состоит из аминокислот, окружающих гем bn, и более доступен для хинонов. Такие структурные различия существенно уменьшают селективность и эффективность связывания ингибиторов в Qn-сайте. β-каротин предположительно выполняет структурную функцию, соединяя малые субъединицы при помощи гидрофобных взаимодействий подобно тому, как зубочистка соединяет канапе.

## Регуляция
Поскольку цитохром-b6f-комплекс находится на пересечении всех основных метаболических процессов клетки, на его экспрессию и сборку оказывают влияние практически все основные внешние и внутренние факторы: качество и интенсивность света, концентрация активных форм кислорода, уровень фитогормонов, уровень восстановленности пула пластохинонов и уровень сахаров в клетке. Многие из сигнальных путей, влияющих на экспрессию компонентов комплекса, могут перекрываться и взаимодействовать между собой. Ещё больше усложняет картину передача сигналов между ядром и хлоропластами с целью координации синтеза субъединиц, закодированных в пластидах и в ядре.
Регуляция осуществляется на уровне транскрипции, а также сборки комплекса в мембране тилакоида. Весь процесс регуляции ещё плохо изучен, а у высших растений практически не исследован. Эксперименты на одноклеточной водоросли C. reinhardtii показали, что ядерный фактор транскрипции MCA1 стабилизирует мРНК цитохрома f. Незрелый цитохром f, взаимодействуя с MCA1, приводит к его протеолизу, снижая таким образом уровень собственной экспрессии. У высших растений белок PRFB3 стабилизирует 3’-конец транскрипта petB в условиях яркого освещения, но его вклад в изменение уровня цитохром-b6f-комплекса очень небольшой. Вероятно также, что определённый вклад в регуляцию комплекса вносят вспомогательные белки, осуществляющие вставку гемов в цитохромы b6 и f. Наличие гемов стабилизирует эти белки и необходимо для их правильной укладки. Неправильно же уложенные белки нестабильны и быстро подвергаются протеолизу.
Синтез цитохромного комплекса стехиометрически скоординирован с синтезом АТФ-синтазы хлоропластов и зависит от скорости и линейного потока электронов, а также скорости ассимиляции листом CO2.

## Биологические функции
В процессе фотосинтеза цитохром-b6f-комплекс обеспечивает транспорт электронов между двумя реакционными центрами — от фотосистемы II к фотосистеме I, а также транспорт протонов из стромы хлоропластов в просвет тилакоида. Электронный транспорт отвечает за создание протонного градиента, который обеспечивает синтез АТФ в хлоропластах.
Цитохром-b6f-комплекс является важным регуляторным участником ЭТЦ хлоропластов. Здесь он выполняет много важных регуляторных функций. Во-первых, он осуществляет координацию скорости нециклического потока электронов и восстановления НАДФ+ с синтезом АТФ. Взаимосвязь всех этих процессов осуществляется через pH внутритилакоидного пространства. Во-вторых, цитохром-b6f-комплекс является редокс-сенсорм ЭТЦ хлоропластов и чутко реагирует на восстановленность пула пластохинонов. При повышения уровня восстановленности пула пластохинонов он индуцирует переход хлоропластов из состояния 1 в состояние 2, активируя специфическую протеинкиназу, фосфорилирующую белки ССКII. В результате фосфорилирования меняется расположение ССКII в мембране и снижается поток энергии света в фотосистему II. В качестве вероятных моделей такой индукции рассматривают активацию через хлорофилл а, фитольный хвост которого заходит в обменную полость в районе сайта Qp, смещение белка Риске или непосредственное восстановление цитохромным комплексом дисульфидной связи соответствующей трансмембранной протеинкиназы с использованием железосерного центра белка Риске.
Число оборотов этого комплекса самое низкое по сравнению с остальными компонентами ЭТЦ хлоропластов, поэтому он контролирует скорость фотосинтеза и может снижать скорость протекающих внутри себя реакций в зависимости от интенсивности света или pH. Механизм этого процесса неизвестен. Также показана роль комплекса в усилении или ослаблении циклического потока электронов независимо от состояния хлоропластов, но в прямой зависимости от их редокс-потенциала.

## Положение в мембране
Цитохромный комплекс примерно в равных количествах присутствует в мембранах тилакоидов стромы и гран. В мембранах гран он участвует в нециклическом транспорте электронов, а в мембранах стромы, где присутствует в основном только фотосистема I, — в циклическом. В среднем на один комплекс фотосистемы I приходится 1,5—1,8 комплексов фотосистемы II, 8 ССКII, 1,5 цитохром-b6f-комплекса, 10—14 молекул пластохинона, 6—8 молекул пластоцианина и около 10 молекул ферредоксина.

## Галерея

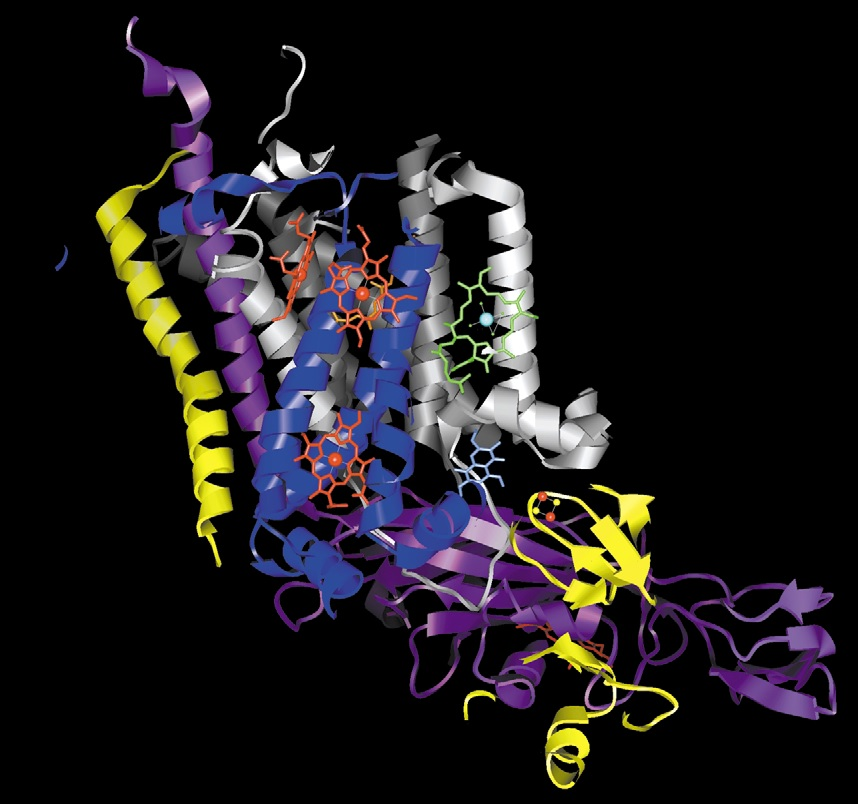
Мономер Цит. b6f.
Цит. b6f в мембране.
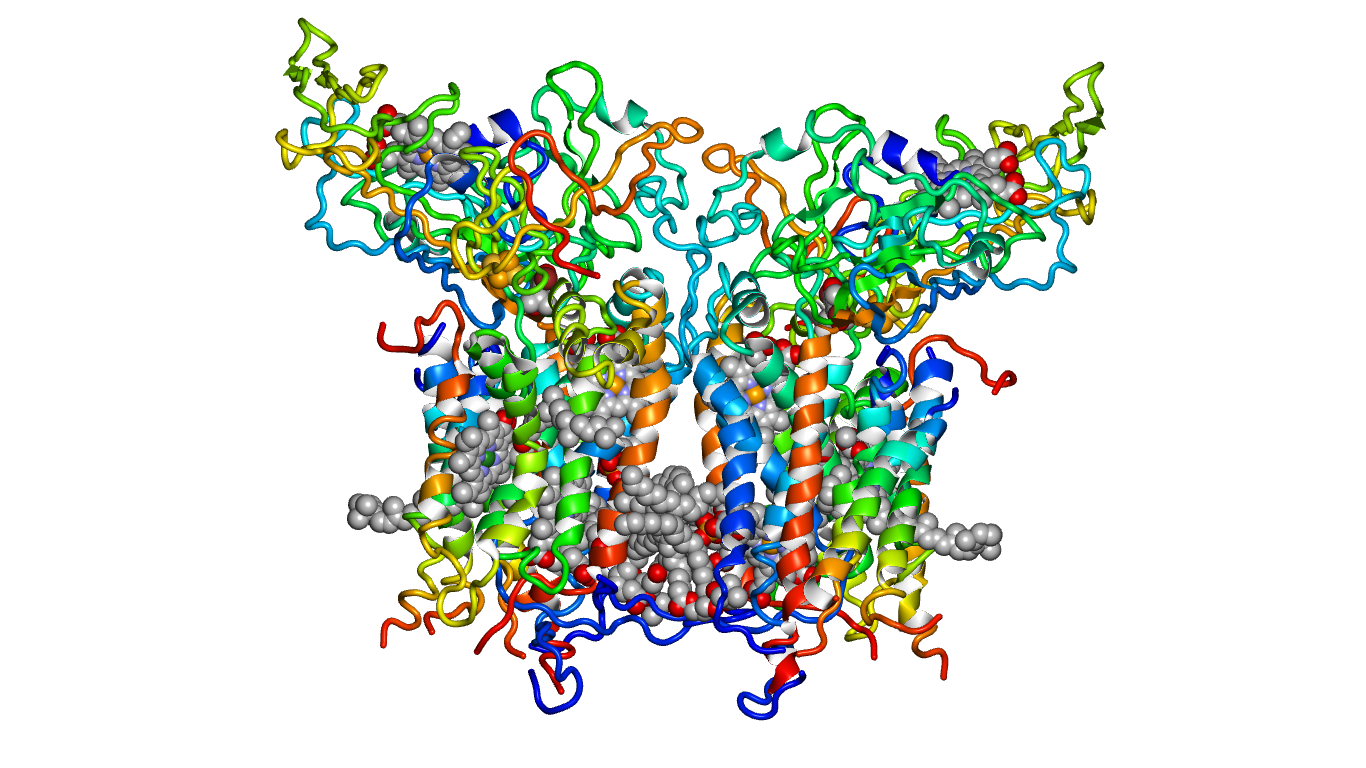
Цит. b6f с кофакторами и липидами.
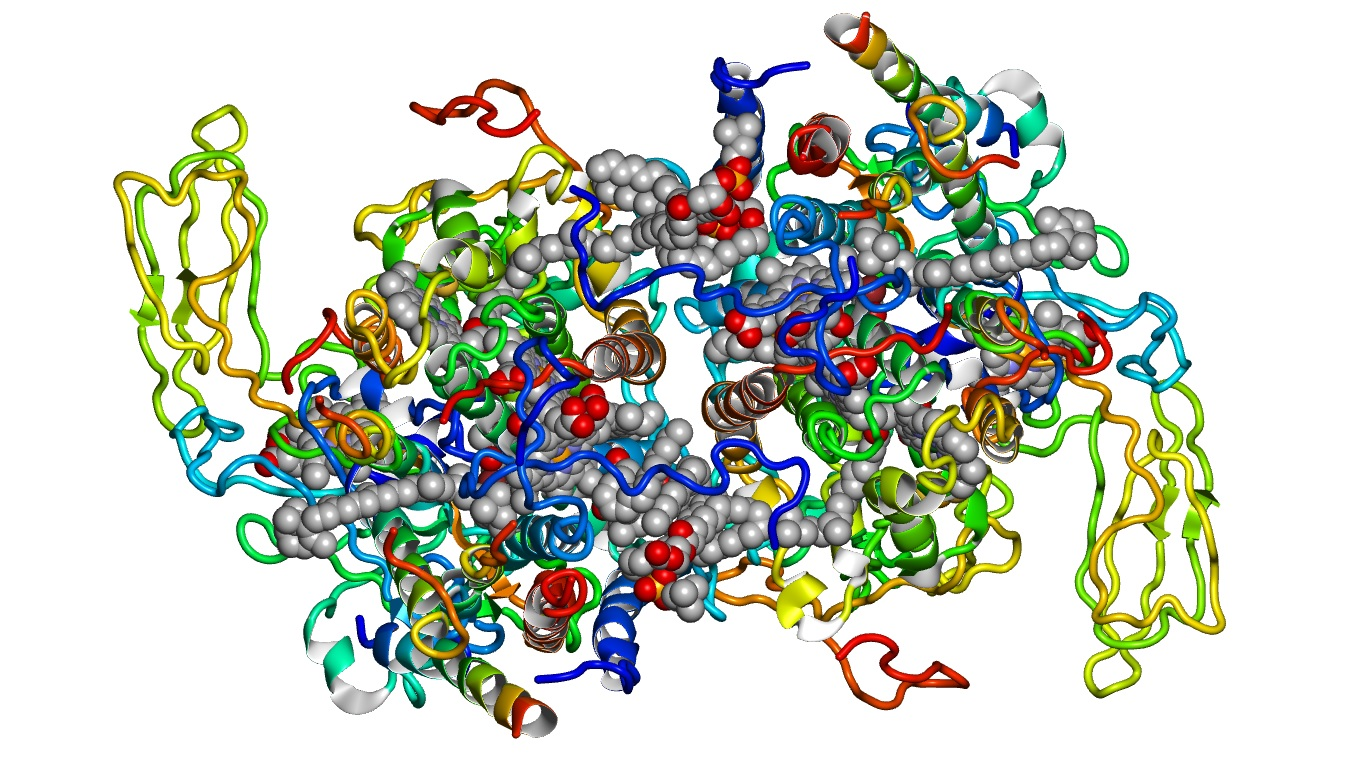
Цит. b6f, вид снизу.
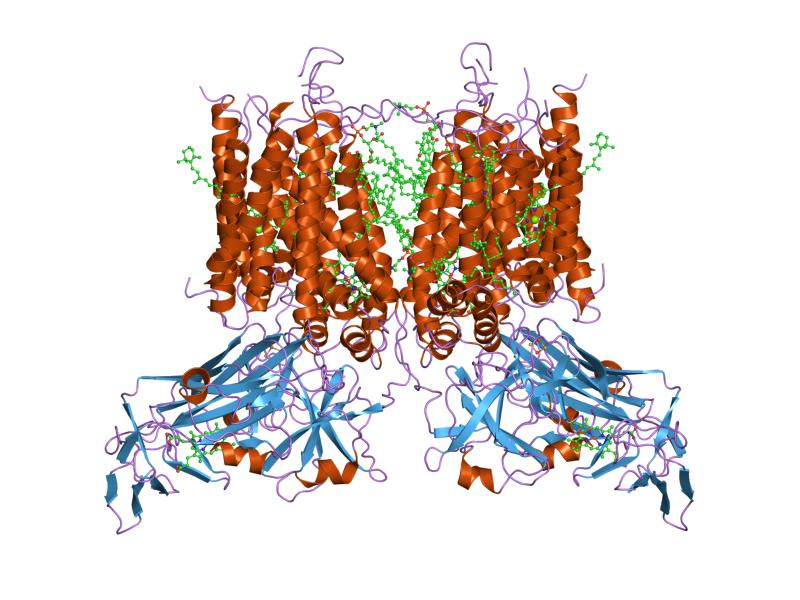
Цит. b6f из M. laminosus (1vf5).
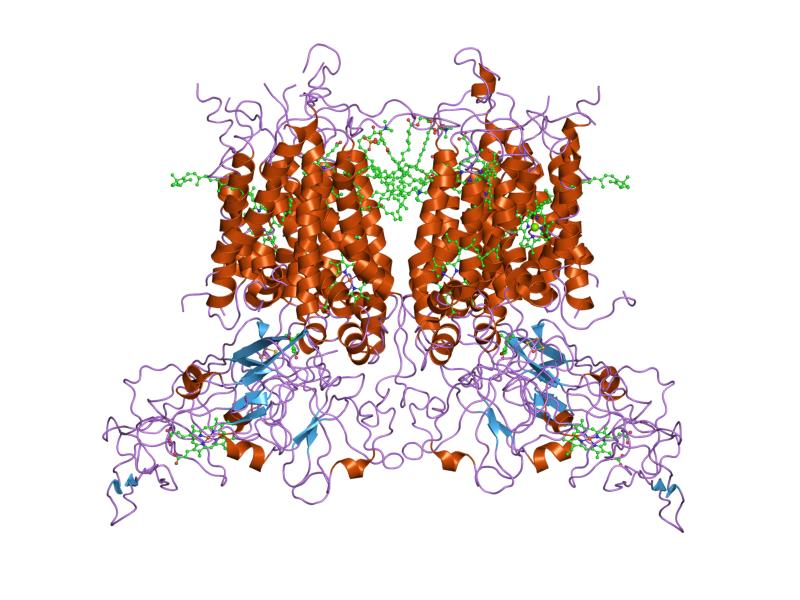
Цит. b6f из M. laminosus (2d2c).
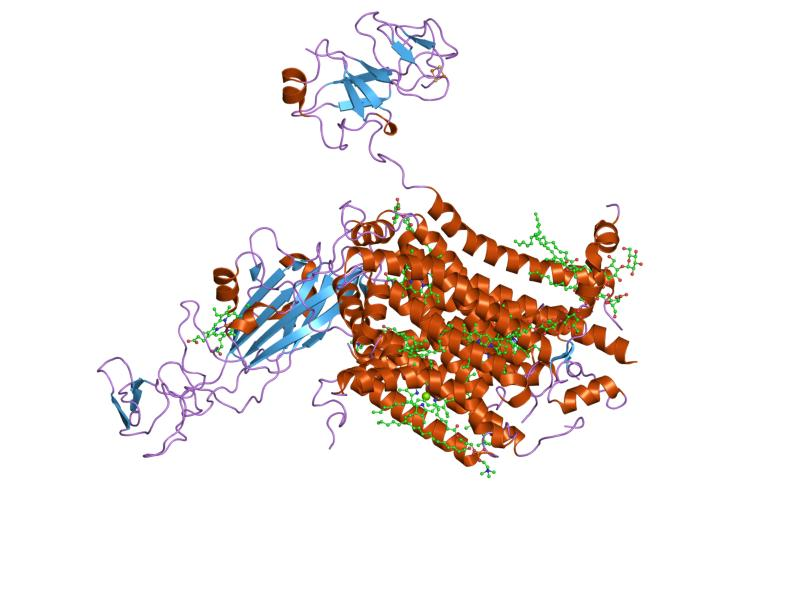
Цит. b6f, вид сбоку.
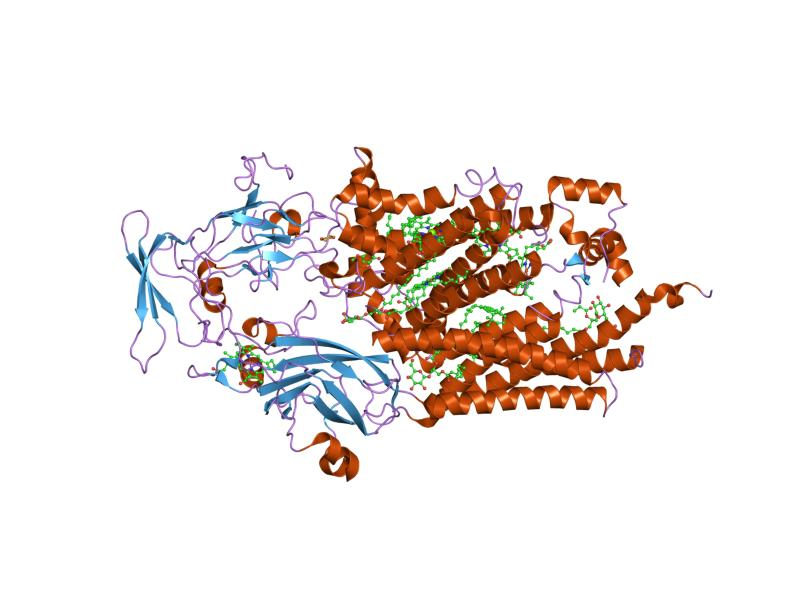
Цит. b6f из C. reinhardtii.
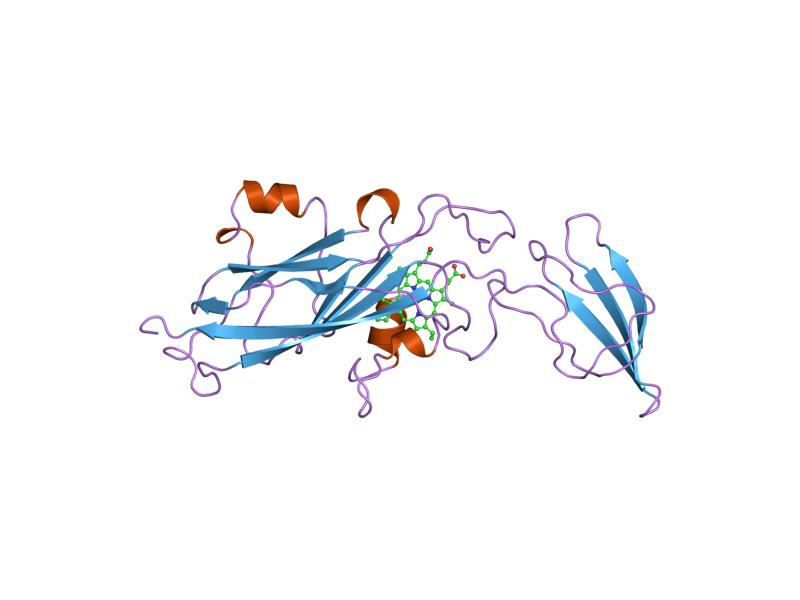
Цит. f из Brassica rapa.
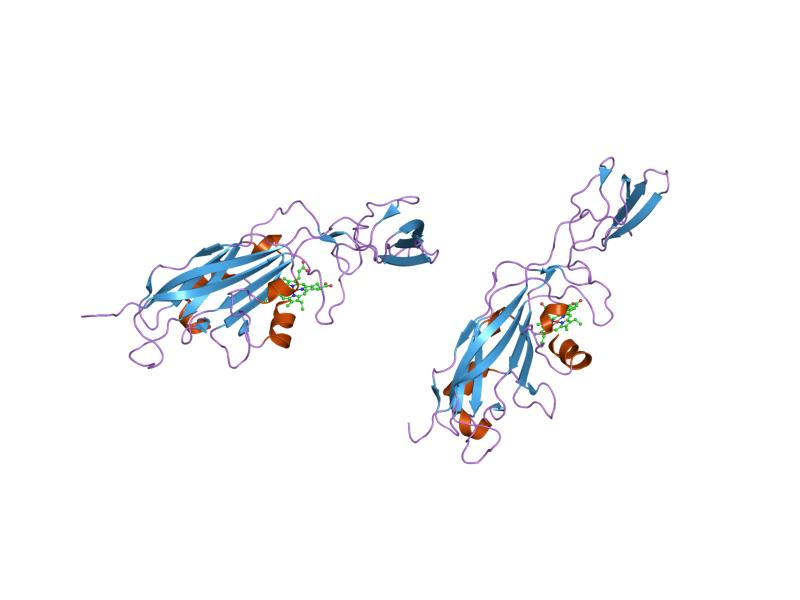
Два Цит. f из C. reinhardtii.
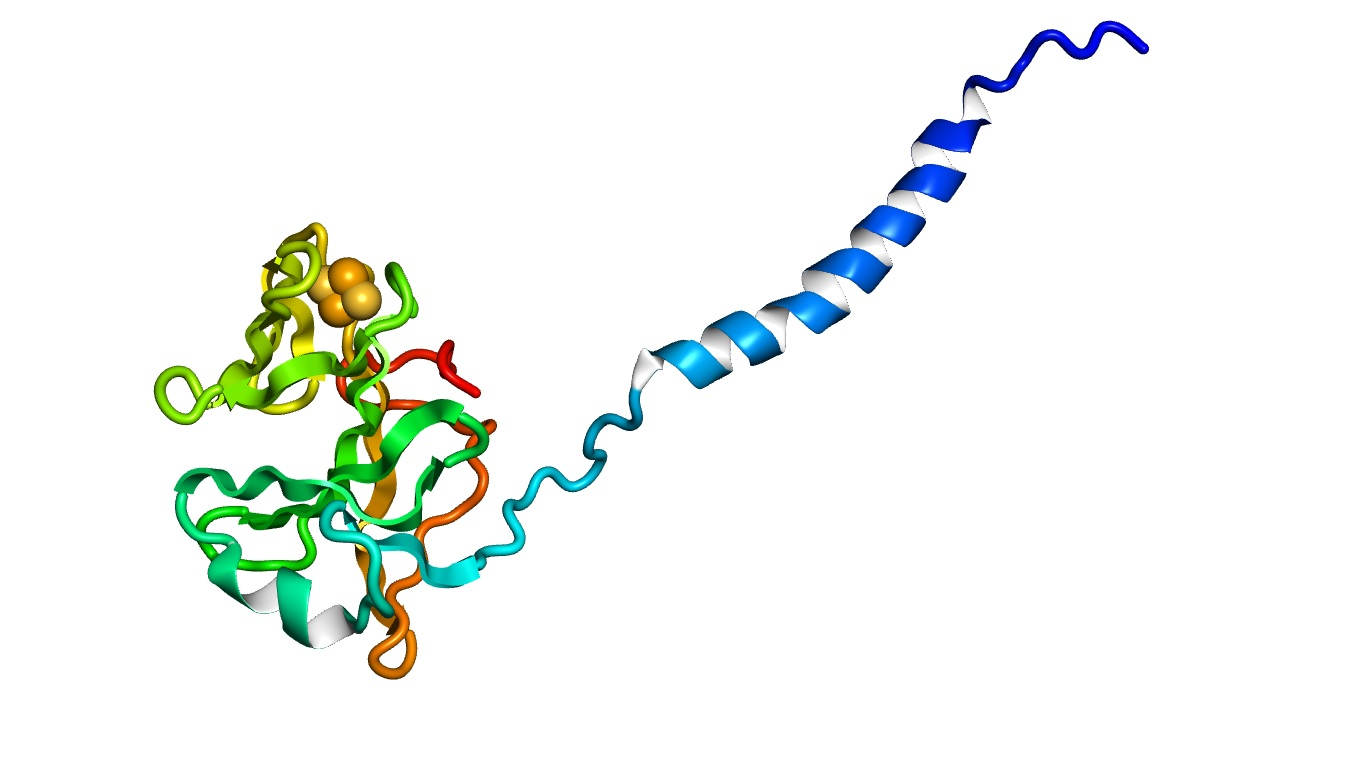
Белок Риске из M. laminosus.
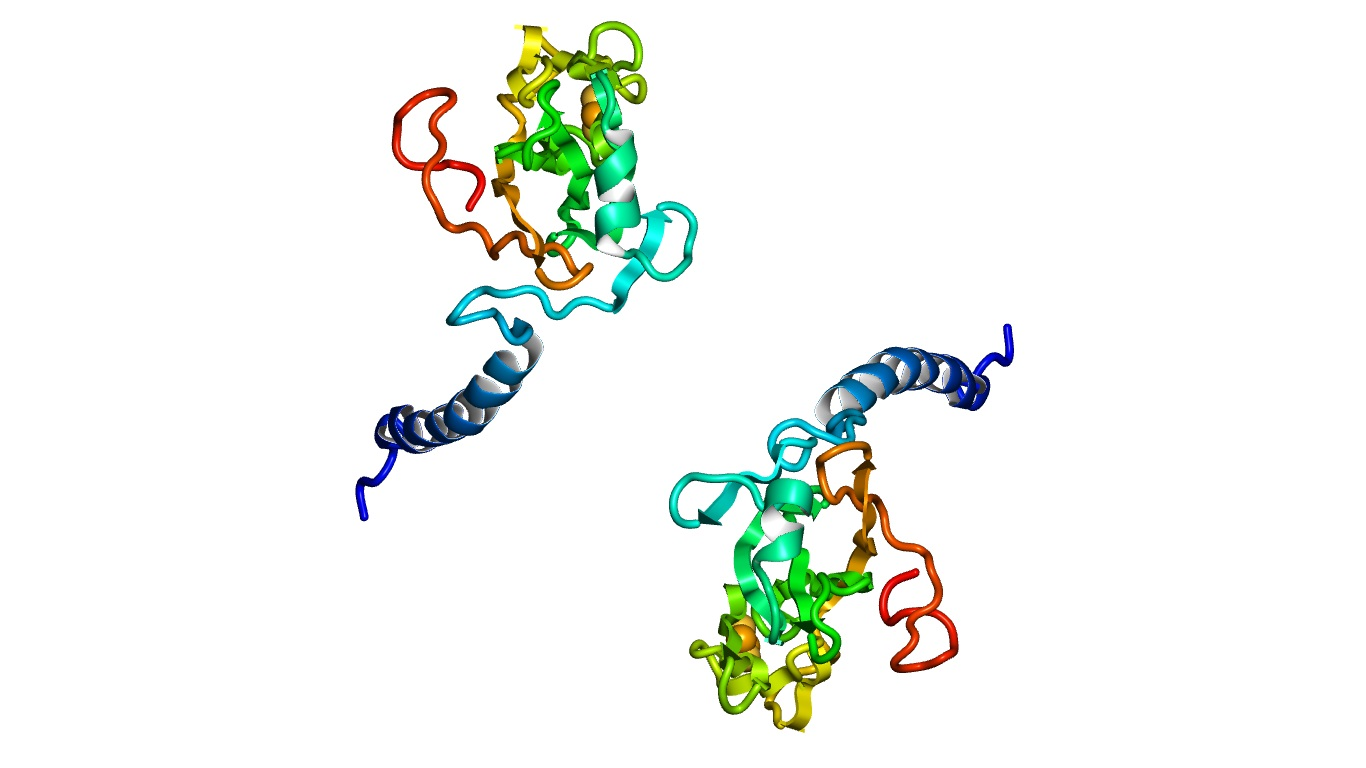
Белки Риске в Цит. b6f, вид сверху.
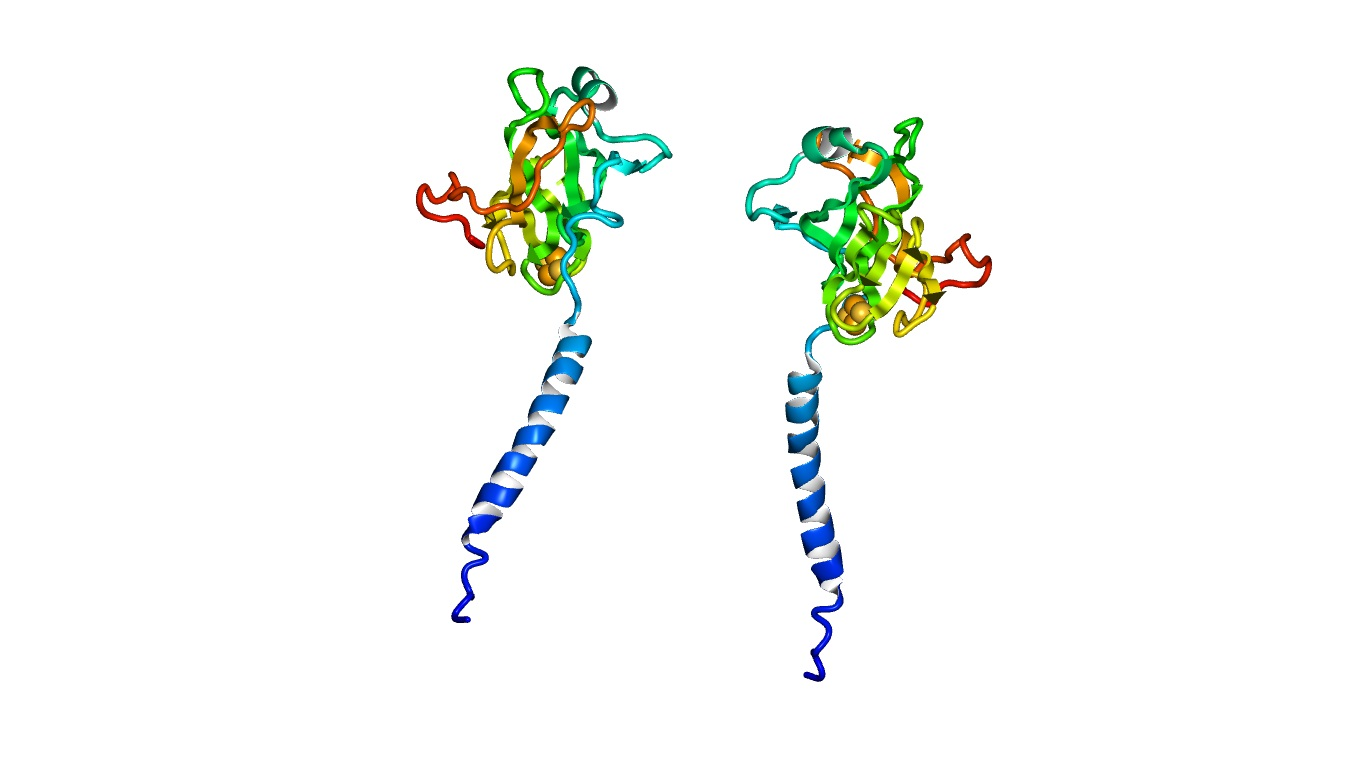
Положение двух белков Риске в Цит. b6f.